# Wickerbachaue von Flörsheim und Hochheim
Die Wickerbachaue von Flörsheim und Hochheim ist ein aus vier Teilflächen bestehendes Naturschutzgebiet von zusammen etwa 39 Hektar und ein an diese Flächen angrenzendes und sie verbindendes Landschaftsschutzgebiet von etwa 59 Hektar, insgesamt etwa 98 Hektar, gelegen in den Gemarkungen Flörsheim-Wicker, Flörsheim am Main und Hochheim am Main im Main-Taunus-Kreis in Hessen. Das Schutzgebiet erstreckt sich als schmaler Streifen entlang der Gemeindegrenzen in Nord-Süd-Richtung über fast 2400 Meter. Seit 1. Dezember 2016 gilt für ein fast deckungsgleiches Gebiet mit dem Namen „Falkenberg und Geißberg bei Flörsheim“ mit einer Größe von 95,1 Hektar der Schutzstatus als Natura2000-Gebiet. Ausgenommen von der Unterschutzstellung sind der hier gelegene Jüdische Friedhof und die Flächen an der Wiesenmühle mit dem Weinberg Flörsheimer St. Anna Kapelle.
Der Abschnitt der Tallandschaft am Wickerbach von Wicker bis zum Flörsheimer Stadtteil Keramag/Falkenberg ist seit 12. Mai 1998 als Natur- und Landschaftsschutzgebiet ausgewiesen. Die als Naturschutzgebiet ausgewiesenen Teile umfassen die Sandrasen und Trespen-Halbtrockenrasen am Geißberg (130,4 m), den südlichen Teil der Wickerbachaue mit ihren Uferabbrüchen und der strukturreichen Hecken- und Gebüschvegetation sowie als südlichste Teilfläche die „Steinkaut“ im Hochheimer Flurdistrikt „Falkenberg“. Hier wurde früher Kalkstein abgebaut, der unter anderem in Hochheim und in Flörsheim zum Hausbau genutzt wurde. Um 1870 übernahm das Unternehmen Dyckerhoff aus Mainz-Amöneburg den Kalkabbau. Durch den Steinabbau und die Beseitigung des Abraums entstanden auf der Steinkaut kleinere Hügel, die noch heute im Gelände zu erkennen sind. in den 1960er Jahren wurde hier eine Motocross-Strecke angelegt, auch für internationale Rennen. Nach der Planierung der Kalkhügel ist die Steinkaut ein wertvolles Gelände von Kalktrockenrasen mit den schützenswerten Pflanzenarten Wiesenfuchsschwanz und Großer Wiesenknopf.
Die als Landschaftsschutzgebiet ausgewiesenen Teile umfassen im Wesentlichen den nördlichen Teilbereich der Bachaue mit seinen intensiv genutzten Grünlandflächen und den Gärten sowie im Süden die ornithologisch bedeutsamen Streuobstbestände und die Hecken- und Gebüschvegetation am Falkenberg.
Die unter Schutz gestellten Flächen bilden einen Rest der ursprünglich im Main-Taunusvorland großflächig vorkommenden naturnahen und extensiv genutzten Grünzüge.